# Élections sénatoriales de 2008 dans l'Indre
Les élections sénatoriales dans l'Indre ont eu lieu le dimanche 21 septembre 2008. Elles ont eu pour but d'élire les sénateurs représentant le département au Sénat pour un mandat de six années.

## Contexte départemental
Lors des élections sénatoriales du 27 septembre 1998 dans l'Indre, deux sénateurs ont été élus, un divers droite et un RPR.
Depuis, tous les effectifs du collège électoral des grands électeurs ont été renouvelés, avec les élections législatives françaises de 2007, les élections régionales françaises de 2004, les élections cantonales de 2004 et 2008 et les élections municipales françaises de 2008.

## Rappel des résultats de 1998
| Candidat et parti politique | Candidat et parti politique | Candidat et parti politique | Premier tour | Premier tour | Second tour | Second tour |
| Candidat et parti politique | Candidat et parti politique | Candidat et parti politique | Voix         | %            | Voix        | %           |
| --------------------------- | --------------------------- | --------------------------- | ------------ | ------------ | ----------- | ----------- |
|                             | Daniel Bernardet            | UDF                         | 274          | 39,88        | 335         | 49,56       |
|                             | François Gerbaud            | RPR                         | 266          | 38,72        | 348         | 51,48       |
|                             | Jean-Paul Thibault          | PS                          | 225          | 32,75        | 289         | 42,75       |
|                             | Jean-Claude Blin            | PS                          | 196          | 28,53        | 250         | 36,98       |
|                             | René Chabot                 | RPR                         | 130          | 18,92        | 51          | 7,54        |
|                             | Laëtitia Guillot            | DVG                         | 77           | 11,21        | 35          | 5,18        |
|                             | Pierre Desseigne            | PCF                         | 63           | 9,17         | 2           | 0,30        |
|                             | Jean-Pierre Barrière        | PCF                         | 61           | 8,88         | 2           | 0,30        |
|                             | Michel Flammen              | FN                          | 20           | 2,91         | Retrait     | Retrait     |
|                             |                             |                             |              |              |             |             |
| Inscrits                    | Inscrits                    | Inscrits                    | 701          | 100,00       | 701         | 100,00      |
| Abstentions                 | Abstentions                 | Abstentions                 | 5            | 0,71         | 4           | 0,57        |
| Votants                     | Votants                     | Votants                     | 696          | 99,29        | 697         | 99,43       |
| Blancs et nuls              | Blancs et nuls              | Blancs et nuls              | 9            | 1,29         | 21          | 3,01        |
| Exprimés                    | Exprimés                    | Exprimés                    | 687          | 98,71        | 676         | 96,99       |

## Sénateurs sortants
| Sénateur | Sénateur         | Parti | Fonctions lors de l'élection en 1998                             |
| -------- | ---------------- | ----- | ---------------------------------------------------------------- |
|          | Daniel Bernardet | UMP   | Sénateur sortant, ancien conseiller général, ancien député       |
|          | François Gerbaud | UMP   | Sénateur sortant, conseiller général, maire de Bouges-le-Château |

## Présentation des candidats et des suppléants
Les nouveaux représentants sont élus pour une législature de 6 ans au suffrage universel indirect par les 684 grands électeurs du département. Dans l'Indre, les sénateurs sont élus au scrutin majoritaire à deux tours. Leur nombre reste inchangé, 2 sénateurs sont à élire. Ils sont 11 candidats dans le département, chacun avec un suppléant.
| T/S | Candidats | Candidats               | Parti | Principale fonction                         |
| --- | --------- | ----------------------- | ----- | ------------------------------------------- |
| T   |           | Jacques Pallas          | PCF   | Maire de Saint-Georges-sur-Arnon            |
| S   |           | Chantal Delanne         | PCF   | Conseillère municipale de Châteauroux       |
| T   |           | Alain Pasquer           | PS    | Conseiller général                          |
| S   |           | Michel Bougault         | PS    | Conseiller général                          |
| T   |           | Thérèse Delrieu         | PS    | Conseillère générale                        |
| S   |           | Jean-Louis Simoulin     | PS    | Conseiller général, maire de Saint-Gaultier |
| T   |           | Michel Blondeau         | NC    | Conseiller général, maire de Déols          |
| S   |           | Claude Doucet           | NC    | Conseiller général, maire de Valençay       |
| T   |           | Lionel Boyer            | DVD   |                                             |
| S   |           | Philippe Aubrun-Sassier | DVD   | Maire de Lacs                               |
| T   |           | Louis Pinton            | UMP   | Président du conseil général                |
| S   |           | Yves Fouquet            | UMP   | Conseiller général, maire de Vatan          |
| T   |           | Jean-François Mayet     | UMP   | Conseiller général, maire de Châteauroux    |
| S   |           | Michel Appert           | UMP   | Conseiller général, maire de Maillet        |
| T   |           | Serge Pinault           | UMP   | Conseiller général, maire de Chabris        |
| S   |           | Maryse Rouillard        | UMP   | Maire de La Motte-Feuilly                   |
| T   |           | Bernard Pousset         | UMP   | Maire de Diou                               |
| S   |           | Yvette Gudin            | UMP   | Maire de Murs                               |
| T   |           | Édouard des Places      | MPF   | Maire de Vineuil                            |
| S   |           | Philippe Guérin         | MPF   | Maire de Saint-Civran                       |
| T   |           | Jean-Lin Lacapelle      | FN    | Conseiller régional                         |
| S   |           | Robert Dequesne         | FN    |                                             |

## Résultats
| Candidat et parti politique | Candidat et parti politique | Candidat et parti politique | Premier tour | Premier tour | Second tour | Second tour |
| Candidat et parti politique | Candidat et parti politique | Candidat et parti politique | Voix         | %            | Voix        | %           |
| --------------------------- | --------------------------- | --------------------------- | ------------ | ------------ | ----------- | ----------- |
|                             | Louis Pinton                | UMP                         | 313          | 46,44        | 428         | 64,26       |
|                             | Alain Pasquer               | PS                          | 203          | 30,12        | 278         | 41,74       |
|                             | Jean-François Mayet         | UMP                         | 182          | 27,00        | 372         | 55,86       |
|                             | Michel Blondeau             | NC                          | 156          | 23,15        | Retrait     | Retrait     |
|                             | Thérèse Delrieu             | PS                          | 152          | 22,55        | 212         | 31,83       |
|                             | Serge Pinault               | UMP                         | 89           | 13,20        | Retrait     | Retrait     |
|                             | Bernard Pousset             | UMP                         | 85           | 12,61        | Retrait     | Retrait     |
|                             | Jacques Pallas              | PCF                         | 59           | 8,75         | Retrait     | Retrait     |
|                             | Édouard des Places          | MPF                         | 41           | 6,08         | Retrait     | Retrait     |
|                             | Lionel Boyer                | DVD                         | 21           | 3,12         | Retrait     | Retrait     |
|                             | Jean-Lin Lacapelle          | FN                          | 1            | 0,15         | Retrait     | Retrait     |
|                             |                             |                             |              |              |             |             |
| Inscrits                    | Inscrits                    | Inscrits                    | 751          | 100,00       | 751         | 100,00      |
| Abstentions                 | Abstentions                 | Abstentions                 | 6            | 0,80         | 5           | 0,67        |
| Votants                     | Votants                     | Votants                     | 745          | 99,20        | 746         | 99,33       |
| Blancs et nuls              | Blancs et nuls              | Blancs et nuls              | 7            | 0,94         | 21          | 2,82        |
| Exprimés                    | Exprimés                    | Exprimés                    | 738          | 99,06        | 725         | 97,18       |